# Parasolier
Musanga cecropioides
Espèce
Synonymes
- Musanga smithii R. Br.[2]
- Musanga smithii R.Br.[1]

 (novembre 2022).
Si vous disposez d'ouvrages ou d'articles de référence ou si vous connaissez des sites web de qualité traitant du thème abordé ici, merci de compléter l'article en donnant les références utiles à sa vérifiabilité et en les liant à la section « Notes et références ».
Le parasolier (Musanga cecropioides) est une espèce de plantes à fleurs de la famille des Urticacées. C'est un arbre commun des forêts humides d'Afrique. On le rencontre typiquement dans les forêts secondaires, où cette espèce pionnière, à croissance rapide et héliophile profite des coupes et éclaircies.
Dans la Classification de Cronquist, cette espèce est rattachée à la famille des Cecropiacées. Elle a aussi été rapprochée des Moracées par certains auteurs. La classification APG II (2003) la situe dans l'ordre des Rosales et dans la famille des Urticacées. Le nom spécifique "cecropioides" vient de la ressemblance de cet arbre avec les Cecropia, genre comprenant 61 espèces réparties du nord de l'Argentine jusqu'au sud du Mexique ainsi qu'aux Antilles.

## Description

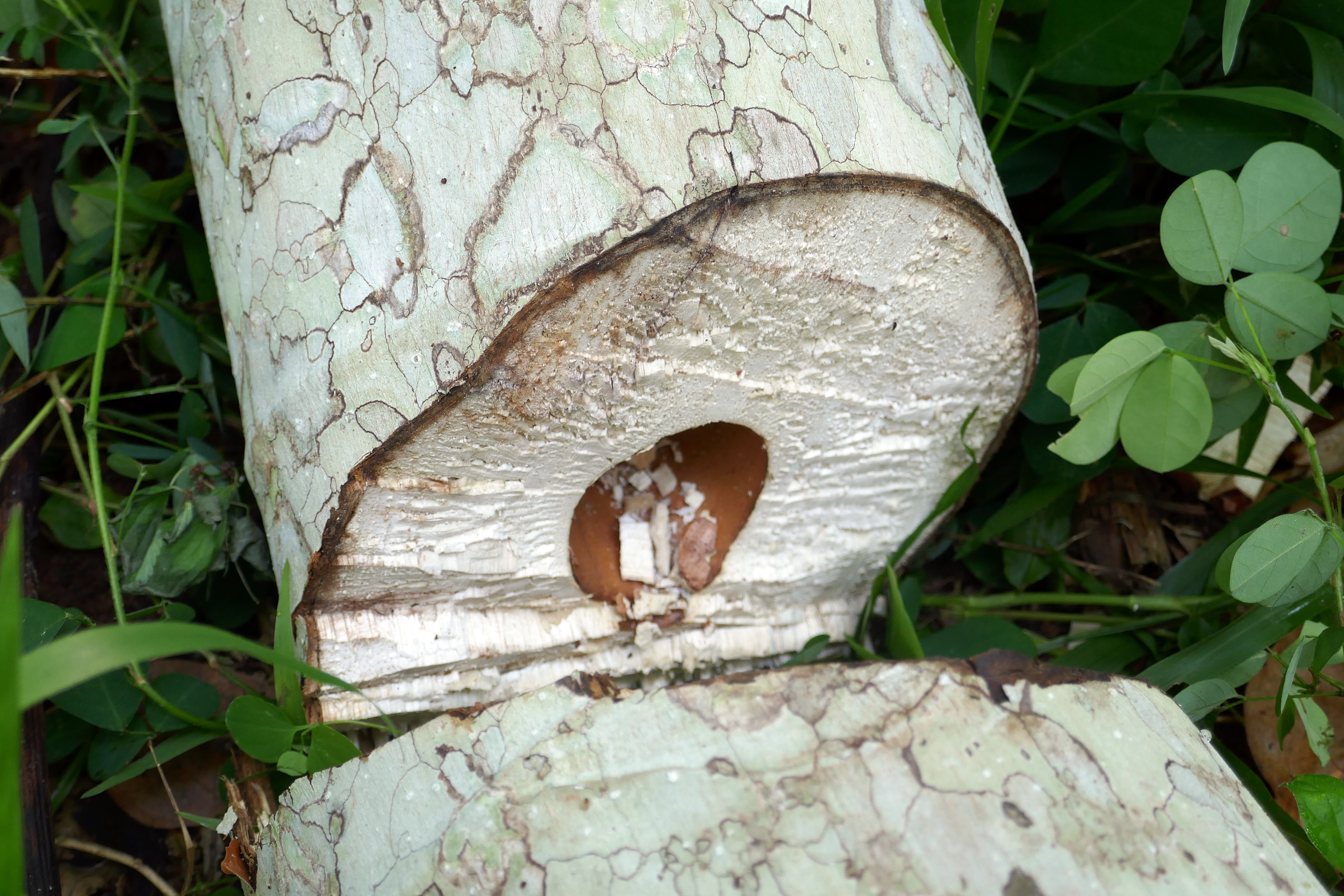
Section du tronc (São Tomé).

Le parasolier est un arbre au port en parasol - justifiant son nom - à croissance rapide. Ses feuilles sont palmées, et son tronc blanc jaunâtre. Il peut atteindre une trentaine de mètres de hauteur.

## Distribution
Le parasolier se rencontre dans les forêts humides secondaires d'Afrique, depuis le Sierra Leone et le Liberia jusqu'à l'Angola, en passant naturellement par les grandes forêts du Bassin du Congo. Il s'étend à l'est jusqu'à l'Ouganda.
On le trouve aussi en Polynésie (Iles de la société).

## Utilisation
Le bois du parasolier est léger, tendre, de couleur pâle. Il a rapidement tendance à se ternir et à se dégrader. De ce fait, il n'est pas utilisé comme bois d'œuvre pour l'exportation.
En revanche, facile à travailler et présent aux abords des villages, dans les anciennes zones d'exploitation ou en bordure des zones d'abatis brûlis, le parasolier est utilisé localement pour la réalisation de charpentes de cases, de meubles, ou encore de jouets pour (et par) les enfants.
Sa croissance rapide en peuplements denses pourrait permettre son exploitation pour la production de pâte à papier. Des plantations dans ce but ont été tentées au Gabon (axe Libreville-Lambaréné). Cette utilisation potentielle n'est toutefois pas passée aujourd'hui au stade industriel.

## Rôle écologique
Les parasoliers abritent fréquemment d'abondantes colonies de fourmis du genre Crematogaster qui y creusent des galeries et y aménagent des étables à cochenilles. Il semble que les parasoliers jouent le rôle d'une niche écologique de remplacement pour ces fourmis dans les forêts secondaires, en l'absence de bois mort.
C'est une espèce reconnue pour son tempérament d'héliophile, elle s'installe dans des endroits ouverts par un chablis naturels ou artificiels.

## Autres appellations
Le parasolier est aussi connu sous les noms suivants :
- Musanga,
- N'govoge,
- Goe,
- Kombo-Kombo,
- Govwy,
- African Corkwood (anglais).
- Coulequin,
- Asseng (ewondo).